# Iglesia de San Francisco de Asís (Praga)
La iglesia de San Francisco de Asís en Praga, también conocida como la Iglesia de San Francisco el Seráfico (en checo: kostel sv. Frantiska Serafinského) es una iglesia histórica de estilo barroco situada en la plaza de los Cruzados en la Ciudad Vieja de Praga (República Checa), concretamente en el lado norte del puente de Carlos.

## Historia
La iglesia fue erigida entre 1679 y 1689. La construcción de la iglesia corrió a cargo de los constructores italianos Gaudenzio Casanova y, después de su muerte, Domenico Canevalle. El autor del proyecto fue el arquitecto francés Jan Baptista Mathey. La iglesia fue construida sobre los cimientos de la anterior iglesia gótica del Espíritu Santo, y fue inaugurada por el arzobispo de Praga Jan Bedřich de Wallenstein en 1688, nombrándola San Francisco de Asís, también conocido como Seráfico, como su patrón.

## Decoración
La fachada de la iglesia está decorada con esculturas en nichos que representan a los patronos de la República Checa (a la izquierda, Santa Inés, San Vito y San Francisco de Asís, a la derecha San Wenceslao y S. Ludmila), obras de Mateusz Wacław Jäckel de 1717. En el ático hay copias de esculturas de ángeles (con el ángel del medio sosteniendo una cruz en sus manos) del mismo autor. La cúpula de la iglesia de estilo italiano fue la primera cúpula de este tipo en la República Checa. Está decorado desde el interior con el fresco del Juicio Final realizado entre 1722 y 1723 por Wacław Wawrzyniec Reiner. En el altar mayor de Josef Dobner hay una pintura La estigmatización de St. Franciszek pintado por Jan Krzysztof Liszka en 1701. Además de los mencionados, escultores y pintores como Jeremiasz Süssner, Konrad Max Süssner, Michael Leopold Willmann, Jan Antonin Quittainer y Jan Oldřich Mayer también trabajaron en el interior del templo.

## Galería de imágenes

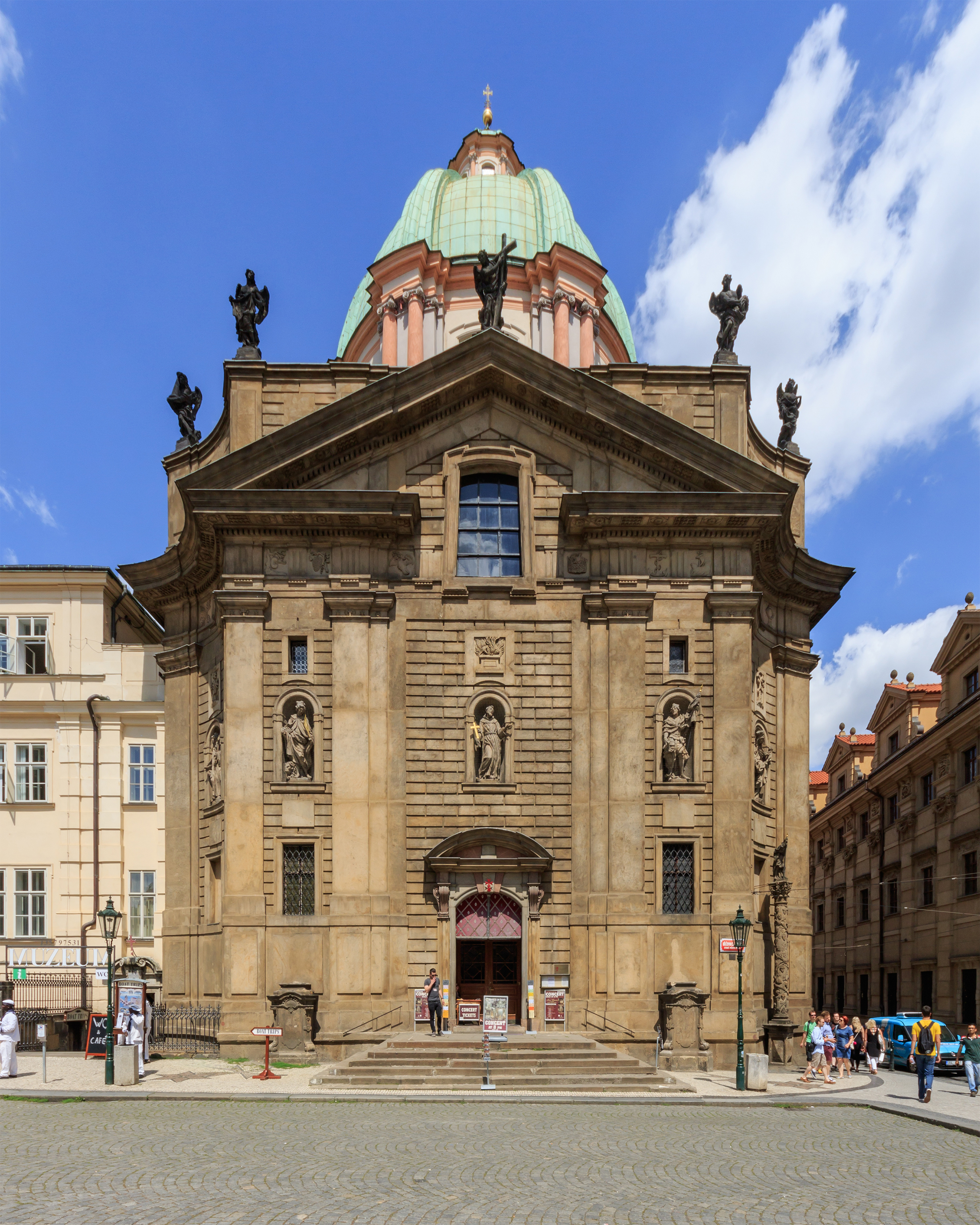
fachada de la iglesia
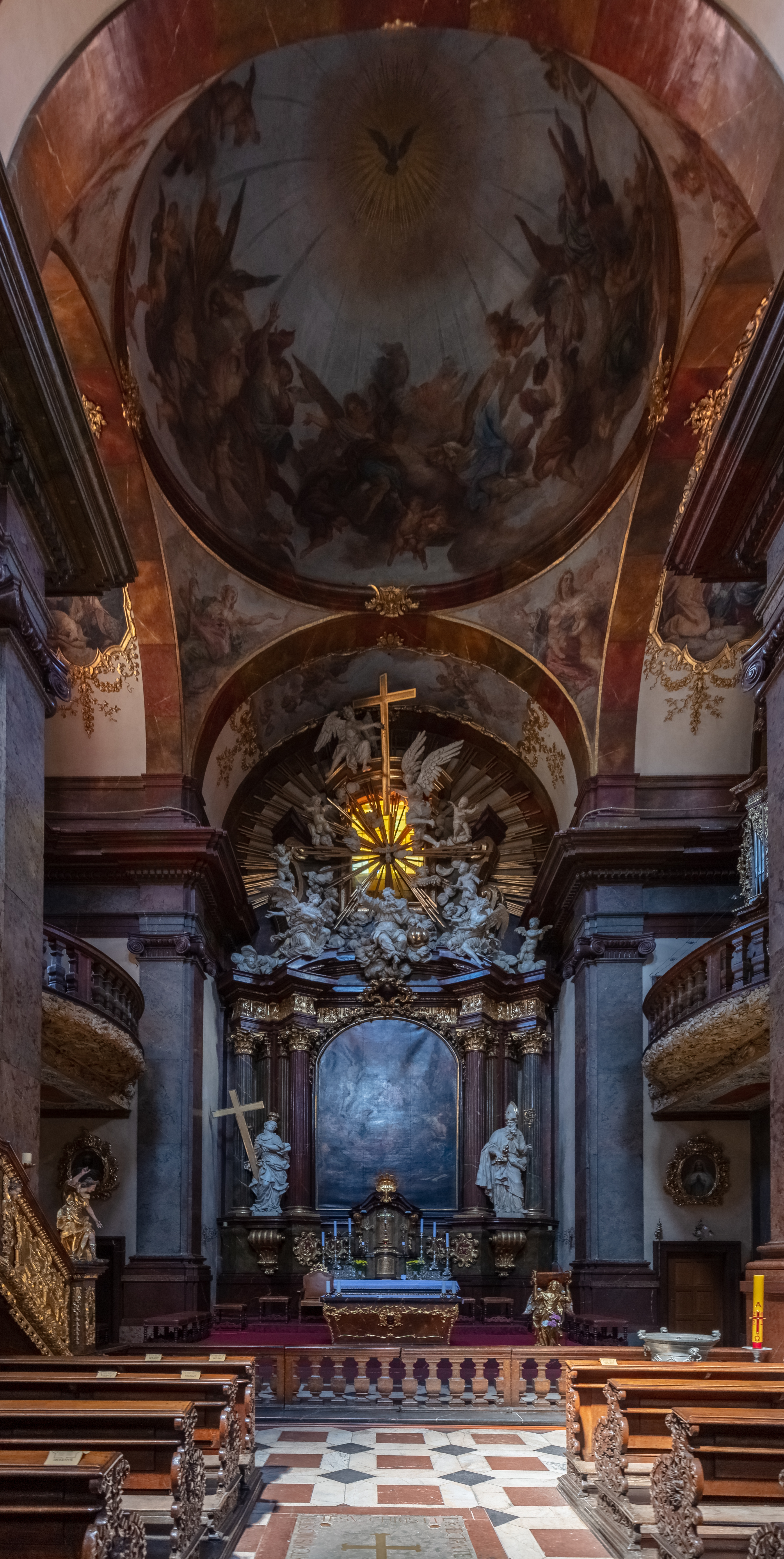
El altar mayor con el cuadro Estigmatización de S. Francisco
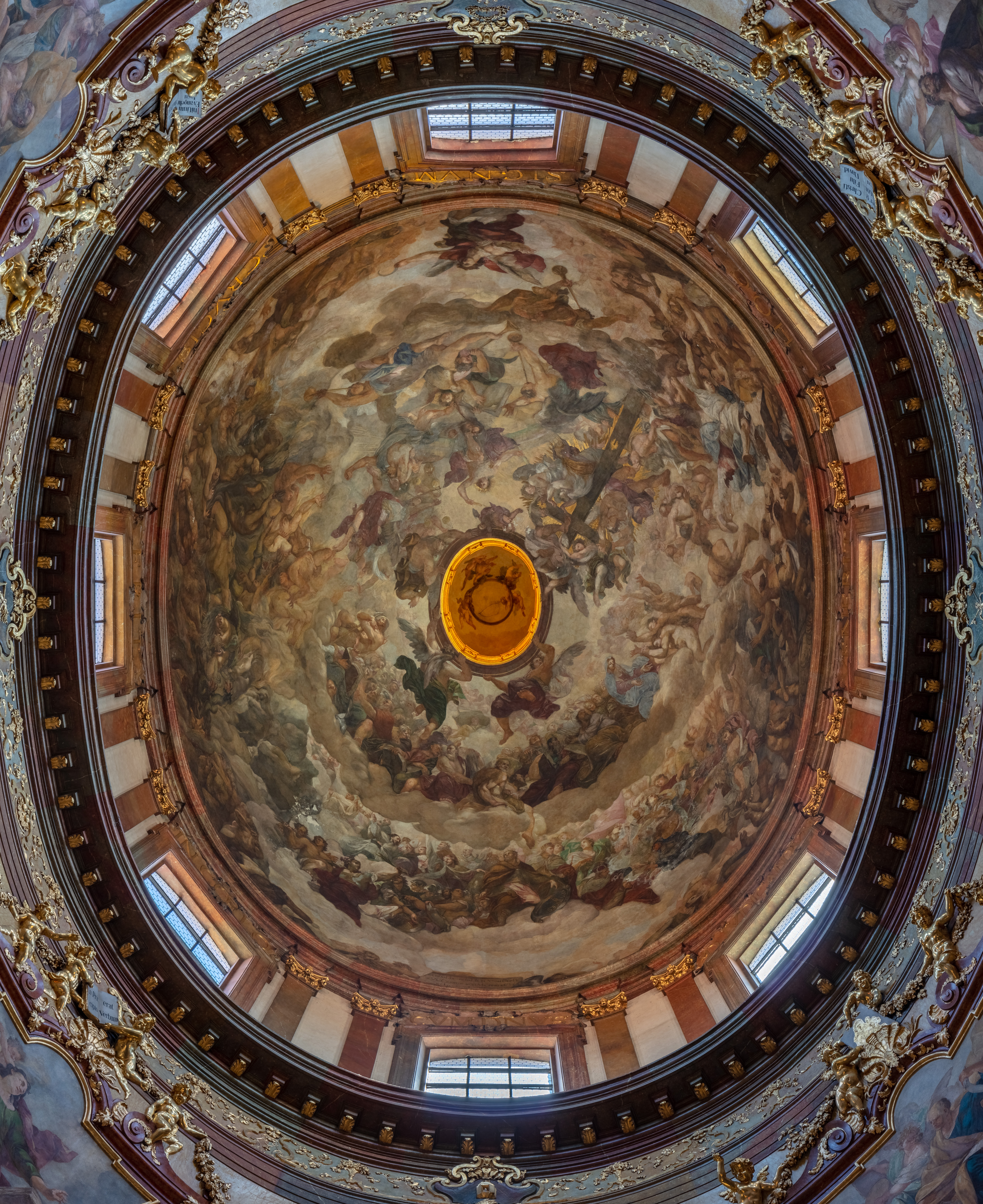
La cúpula de la iglesia con el fresco del Juicio Final de Václav Vavřinec Reiner
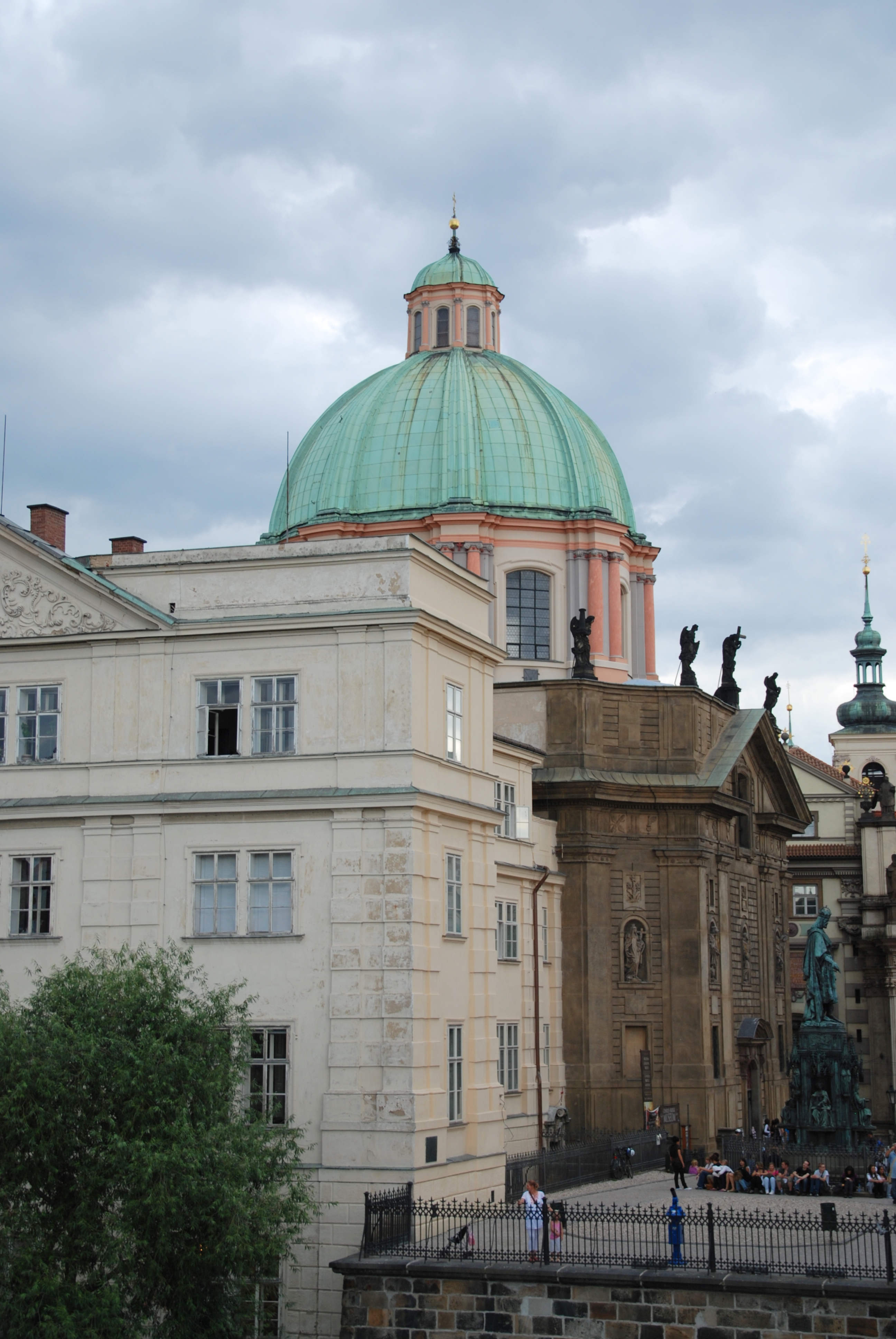
Iglesia con el edificio del convento de las Cruzadas; vista desde el puente de carlos